# Sarthebari
Sarthebari è una suddivisione dell'India, classificata come town committee, di 7.545 abitanti, situata nel distretto di Barpeta, nello stato federato dell'Assam. In base al numero di abitanti la città rientra nella classe V (da 5.000 a 9.999 persone).

## Società

### Evoluzione demografica
Al censimento del 2001 la popolazione di Sarthebari assommava a 7.545 persone, delle quali 3.881 maschi e 3.664 femmine. I bambini di età inferiore o uguale ai sei anni assommavano a 706, dei quali 370 maschi e 336 femmine. Infine, coloro che erano in grado di saper almeno leggere e scrivere erano 6.247, dei quali 3.420 maschi e 2.827 femmine.